# Karl Keska
Karl Keska (* 7. Mai 1972 in Wolverhampton) ist ein ehemaliger britischer Langstreckenläufer.

## Leben
1998 wurde er englischer Meister im 5000-Meter-Lauf. Bei den Olympischen Spielen 2000 in Sydney wurde er als bester Europäer Achter über 10.000 m.
Über dieselbe Distanz wurde er 2002 Fünfter bei den Leichtathletik-Europameisterschaften in München und 2003 englischer Meister sowie Neunter bei den Leichtathletik-Weltmeisterschaften in Paris/Saint-Denis.
Der Schützling von Ian Stewart startete für die Birchfield Harriers. Er studierte an der University of Oregon und lebt in den Vereinigten Staaten, wo er als Trainer an Highschools tätig ist.

## Persönliche Bestzeiten
- 3000 m: 7:50,04 min, 2. August 1998, Sheffield
- 5000 m: 13:20,30 min, 20. Juli 2002, Heusden-Zolder
- 10.000 m: 27:44,09 min, 25. September 2000, Sydney